# Marc Arcis
Pour les articles homonymes, voir Arcis.
Marc Arcis, né en 1652 ou 1655 à Mouzens (Tarn) et mort à Toulouse (Haute-Garonne) le 26 octobre 1739, est un sculpteur français.

## Biographie

### Jeunesse et premiers travaux
Marc Arcis naît dans le village de Mouzens, au cœur du Lauragais. Il est issu d'une famille de maçons : son père, Jean Arcis (1624-1704), et son grand-père, Bernard Arcis, sont maçons à Labécède. Le 1er janvier 1650, Jean Arcis épouse en premières noces Isabeau Olivier, fille de Maffre Olivier, maître maréchal de forge, et d'Antoinette Moulis. De ce premier mariage, Jean Arcis a trois enfants : Marc, Suzanne et Jean. Ce dernier fils a été tailleur de pierre, puis sculpteur, et a été associé à son frère aîné, Marc Arcis, sur plusieurs de ses chantiers. De son second mariage avec Antoinette Bosc, Jean Arcis a eu trois autres enfants, Suzanne, Marc Antoine et Jeanne. Il est mort le 30 mai 1704 au Cabanial, probablement chez sa fille Suzanne.
Marc Arcis se forme probablement à la sculpture à Toulouse, où il semble avoir été l'élève du peintre et architecte Jean-Pierre Rivalz et du sculpteur Gervais Drouet. En 1674, les capitouls engagent des travaux d'embellissement de la Maison commune – le Capitole – et particulièrement d'une salle qui doit être transformée en « salle des Illustres ». Au mois de juillet, c'est Marc Arcis qui obtient, avec le soutien de Jean-Pierre Rivalz, la réalisation de trente bustes d'« hommes illustres ». Le chantier est mené rapidement, entre 1674 et 1677 : on distingue, parmi les bustes attribués directement à Marc Arcis, ceux du roi Louis XIV, du poète Pèire Godolin, du sénateur gallo-romain Marcus Antonius Primus et celui d'un inconnu.

### Une carrière parisienne
En 1677, le chantier du Capitole achevé, Marc Arcis part à Paris où il séjourne pendant dix ans. Il participe à la décoration intérieure de l'église de la Sorbonne et exécute quelques travaux au château de Versailles, particulièrement pour le parc et pour les appartements privés. Il travaille également pour des clients parisiens, puisqu'il reçoit des commandes de Gaspard de Fieubet, conseiller d'État et cousin d'un autre Gaspard de Fieubet, président au parlement de Toulouse. Il bénéficie également de l'appui du contrôleur général, Jean-Baptiste Colbert. En 1684, Marc Arcis est reçu à l'Académie et devient sculpteur du roi.
Dans le même temps, Marc Arcis continue à honorer des commandes pour ses clients toulousains et, à partir de 1690, il partage ses travaux entre Paris et Toulouse. Il intervient aussi comme relais de ses clients toulousains : en 1684, il est chargé de rentrer en contact avec des peintres parisiens pour la réalisation de la galerie des peintures du Capitole. Il envoie également des ouvrages destinés aux archives de la ville.
En 1687, les États du Béarn lui demandent de réaliser une statue en bronze de Louis XIV, dont le modèle a été commandé à François Girardon pour orner la place Royale, qu'on aménage à l'emplacement du temple protestant démoli après l'édit de Fontainebleau. En 1691, il est à Pau où il se marie avec Jeanne Blanc, fille de Bernard Blanc, sculpteur et architecte de Toulouse, et de Marie de Brun. Le contrat de mariage est enregistré à Toulouse, en présence de Jean-Pierre Rivalz, le 7 décembre 1691. Il vit alors à Pau où trois de ses enfants sont nés. À partir de 1696, il est à Toulouse où tous ses autres enfants sont nés et baptisés dans la cathédrale Saint-Étienne. Son épouse décède le 14 avril 1712.
Gabriel Vendages de Malapeire lui a commandé des sculptures pour achever la décoration de la chapelle du Mont-Carmel, à Toulouse. Il a réalisé son buste placé dans le vestibule de la chapelle, en 1702, année de sa mort.

### Le retour à Toulouse
Après 1698, il s'installe définitivement à Toulouse et il habite chez son beau-père, dans une maison de la rue Peyras qu'il rachète après la mort de ce dernier en 1703. Il reçoit toujours des commandes publiques, puisque les capitouls lui commandent en 1701 la décoration de la troisième galerie du Capitole, terminée en 1706. Entre 1705 et 1714, il dirige et exécute l'ensemble du décor de la chapelle de la confrérie des Pénitents blancs. Entre 1718 et 1739, il dirige les aménagements du chœur de l'église Saint-Sernin et du retable du maître-autel de la cathédrale Saint-Étienne. En 1722, dans l'église des Augustins, il réalise un grand bas-relief en stuc qui doit encadrer un Saint Augustin en extase d'Antoine Van Dyck. En 1725, il travaille cette fois à la réalisation bas-reliefs représentant les vertus et destinés à orner la chapelle de la confrérie des Pénitents bleus.
Marc Arcis travaille également dans les villes de la région toulousaine. En 1701, il exécute les statues des Saints Sébastien et Roch puis, en 1727, celles des Saints Marc et Luc pour l'église Notre-Dame-de-l'Assomption à Grenade. En 1702, il est chargé par l'évêque Antoine-François de Bertier de la conception et de la réalisation du cénotaphe des évêques de Rieux, placé dans la cathédrale. La cathédrale Saint-Alain de Lavaur renferme de lui une Pietà (troisième chapelle à droite).
Marc Arcis est enterré dans l'église des Carmes.

## Galerie

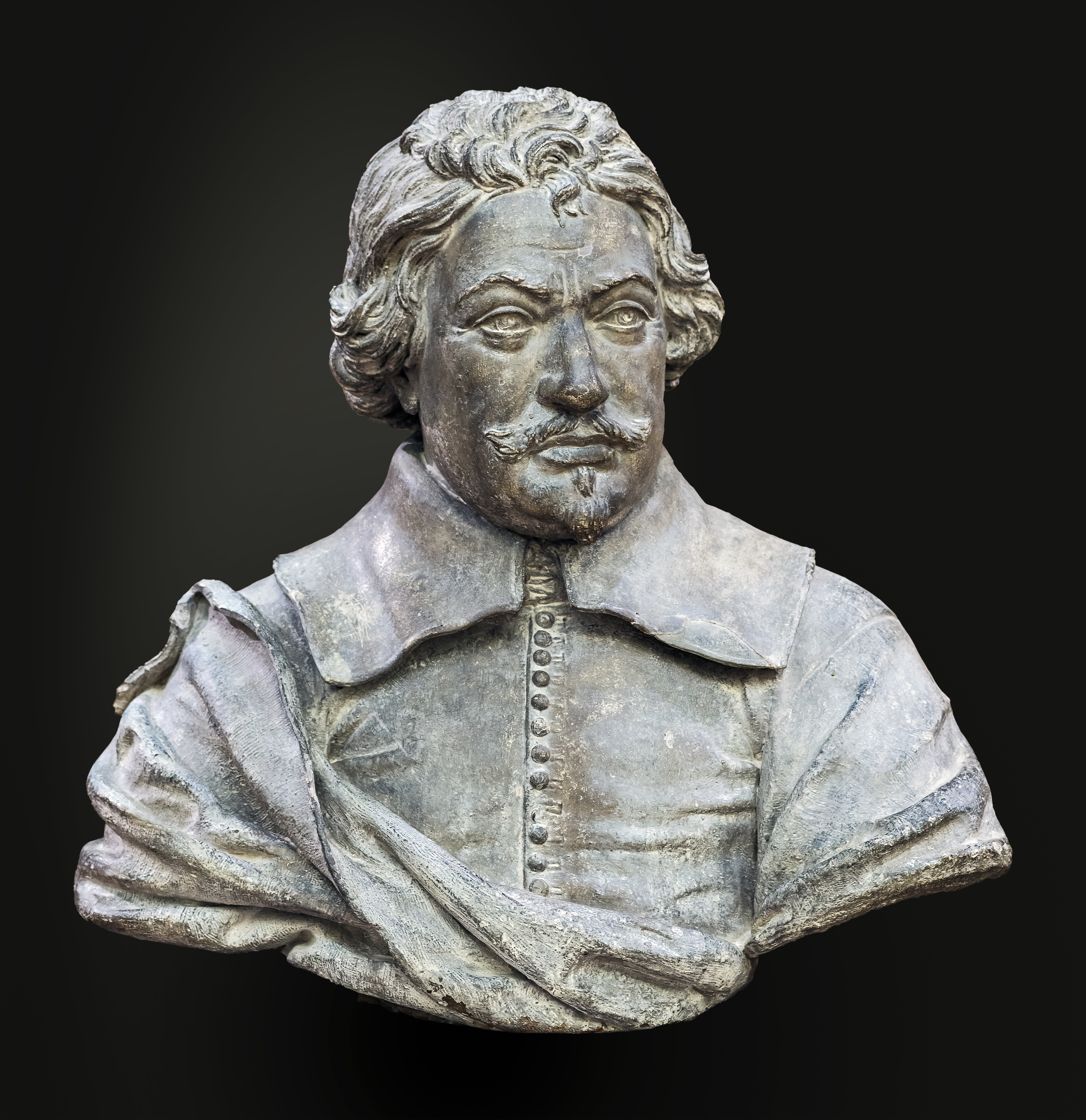
Peire Godolin - Musée des Augustins de Toulouse
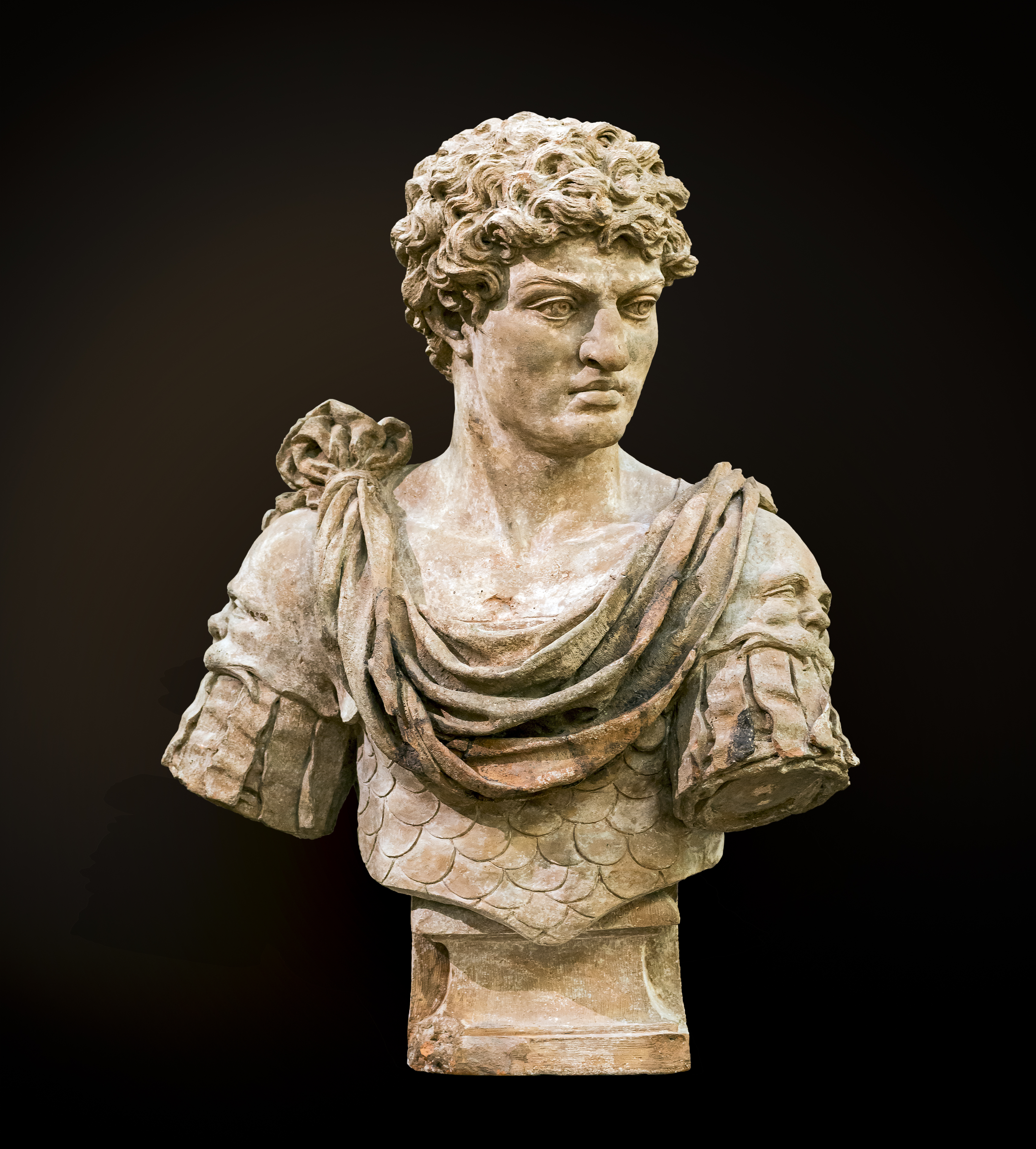
Marcus Antonius Primus - Musée des Augustins
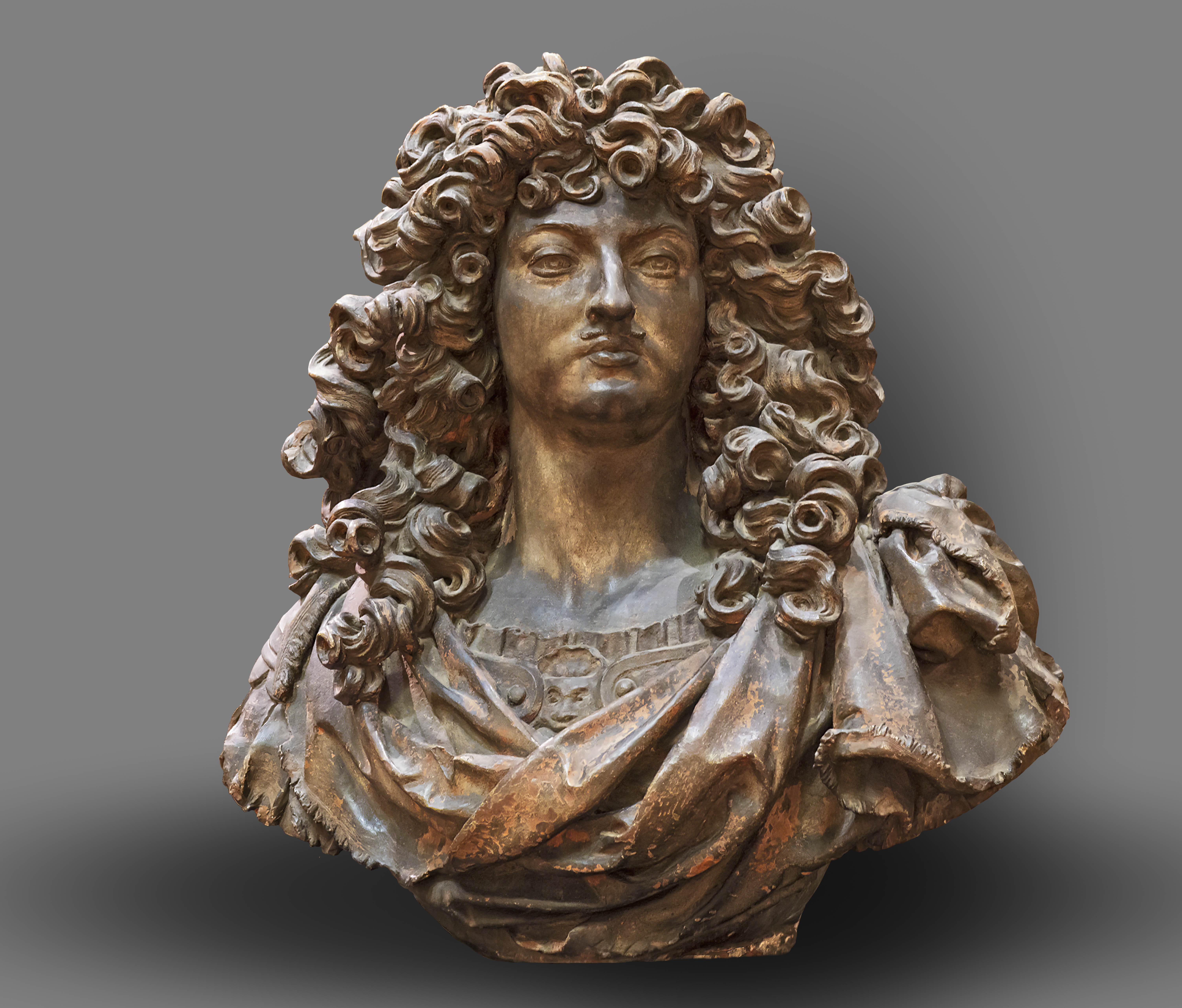
Louis XIV - Musée des Augustins
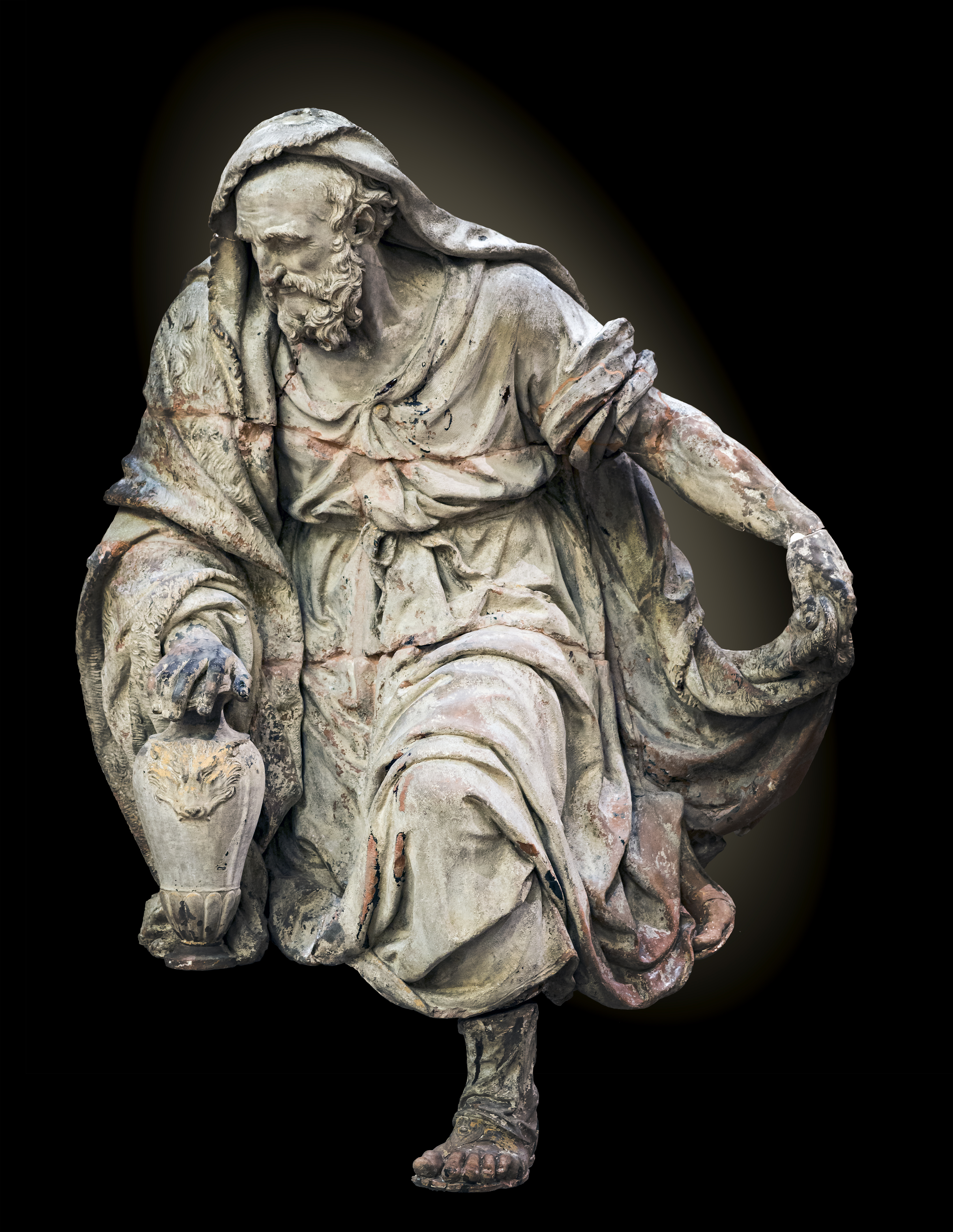
Le prophète Élisée - Musée des Augustins
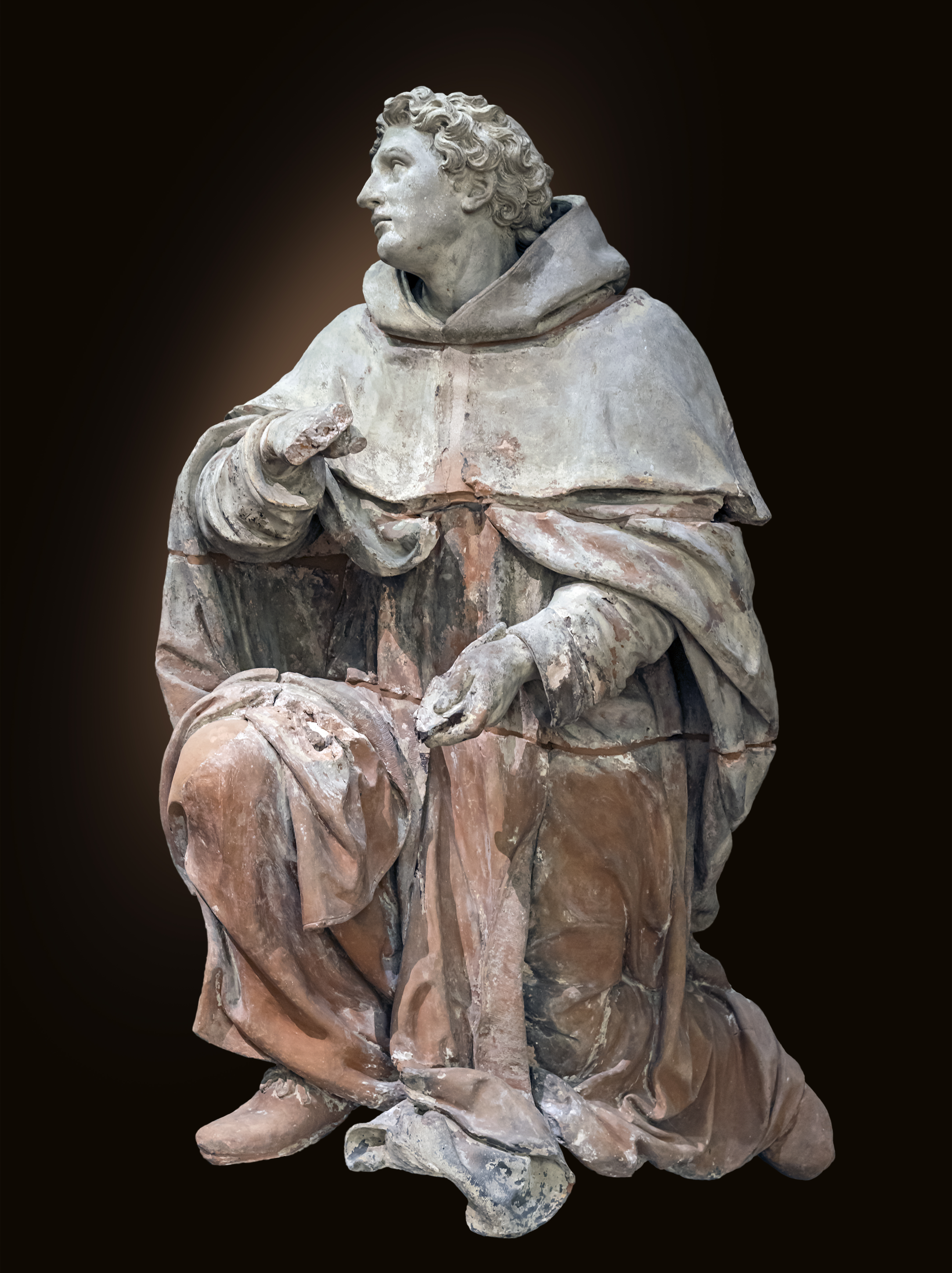
Le prophète Agabus - Musée des Augustins
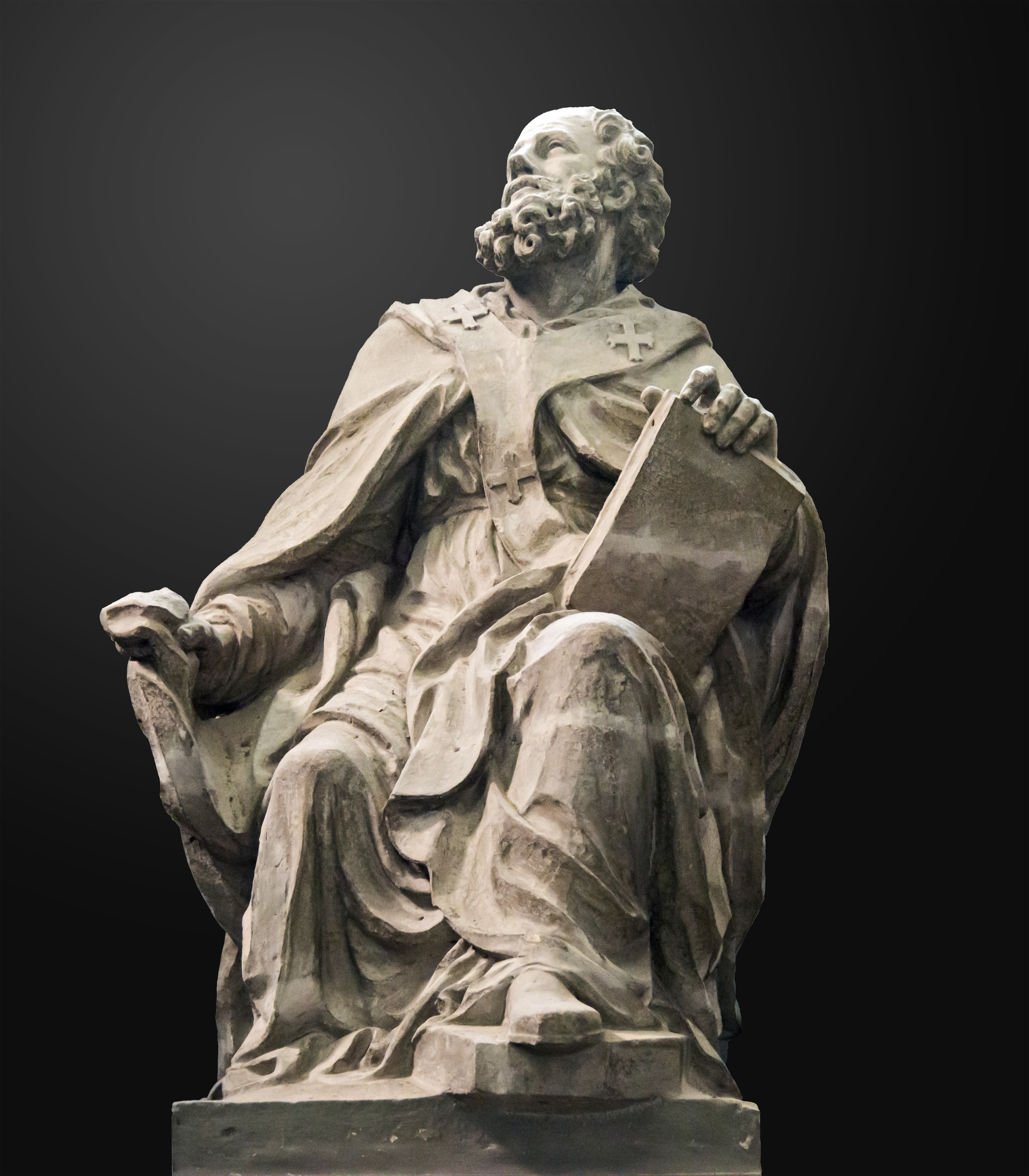
Saint Augustin - Cathédrale Notre-Dame-de-l'Assomption de Montauban
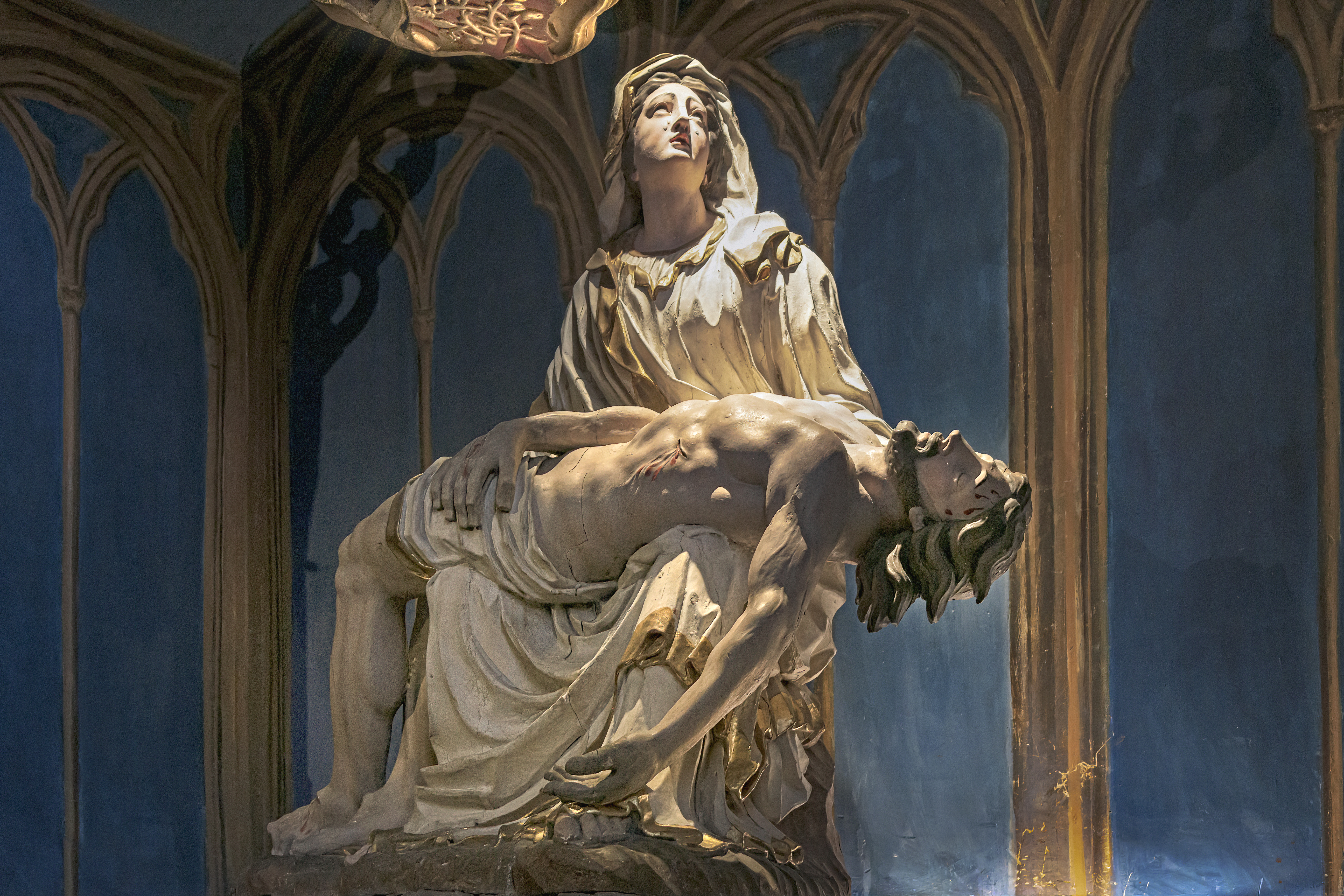
Cathédrale Saint-Alain de Lavaur de Lavaur - Pietà
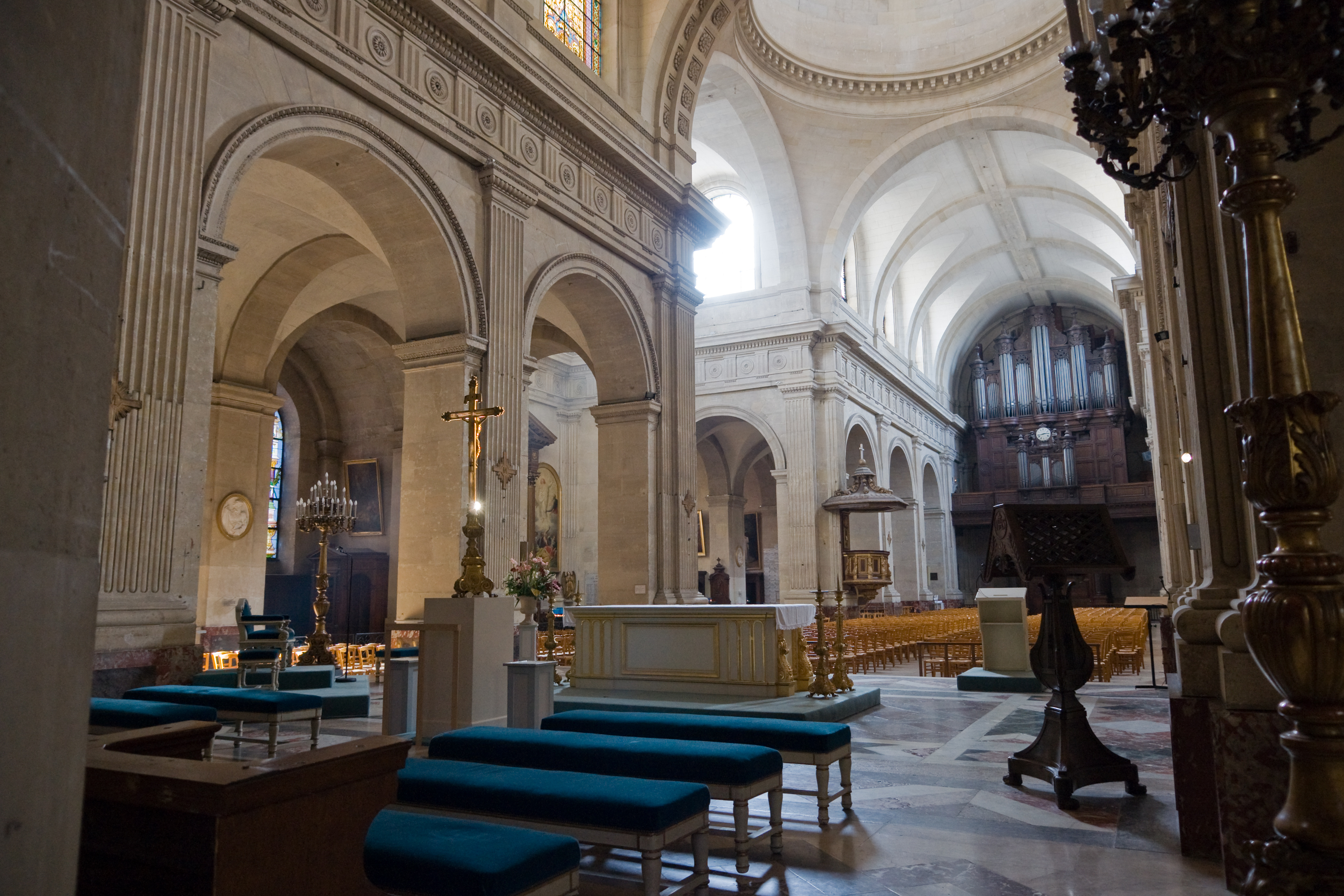
Notre-Dame de Versailles
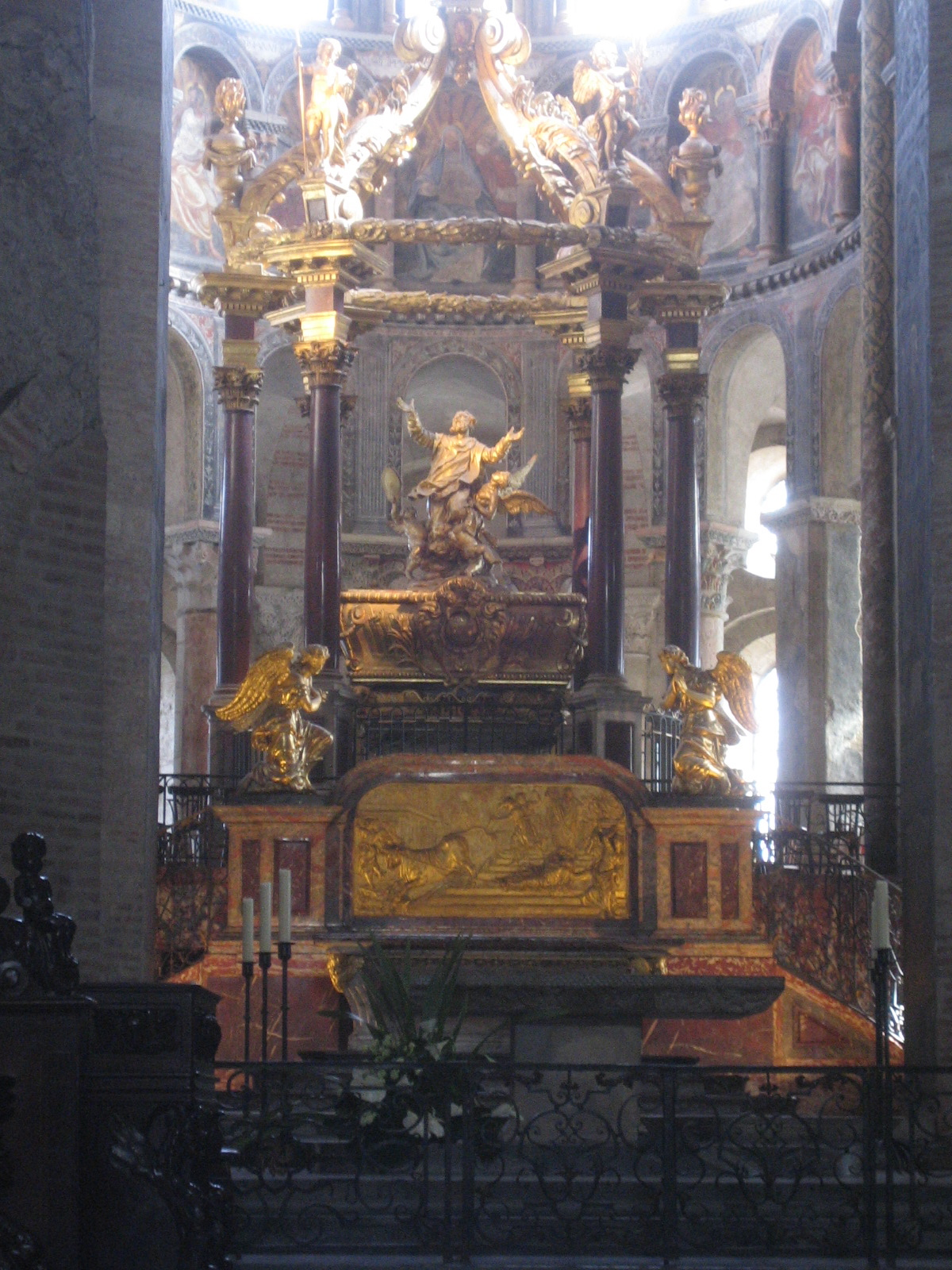
Retable de la basilique Saint Sernin